# Sally Kirkland
Sally Kirkland (Nova York, 31 d'octubre de 1941) és una actriu, productora i directora estatunidenca. Va fundar un institut que dona suport a les dones que han tingut problemes amb implants de silicona, ensenya ioga, meditació i drama i té el seu propi programa de ràdio.
És filla d'una editora de revistes de moda, com Vogue i Life. Va ser estudiant de Lee Strasberg i del grup proper a Andy Warhol.
Va començar la seva carrera actuant en teatres fora de Broadway i es diu que va ser la primera actriu a aparèixer nua en un teatre, a l'obra 'Sweet Eros' de 1968. Durant la dècada del 70 el seu treball en televisió es va concentrar majoritàriament en aparicions ocasionals en sèries reconegudes com Hawaii Five-O, Baretta, Kojak, The Incredible Hulk i Starsky and Hutch. L'any 1973 va obtenir un paper secundari en l'èxit protagonitzat per Robert Redford i Paul Newman, El cop. Tres anys més tard se la va veure com a fotògrafa al film A Star Is Born, pel·lícula guanyadora d'alguns Globus d'Or.
Va començar a la dècada dels 80 amb un paper a la pel·lícula Private Benjamin, protagonitzada per Goldie Hawn, i dues aparicions en la sèrie Charlie's Angels. El 1987 Sally va representar el seu paper més celebrat fins al dia d'avui a la pel·lícula Anna. En ella interpretava una actriu  txeca exiliada a Nova York tractant d'aconseguir feina. Aquest paper li va valer diversos premis i una nominació a l'Oscar a la millor actriu. Aquell any l'Oscar va anar per a Cher per Moonstruck.
Ja en la dècada dels 90, el seu treball es va concentrar majorment en films, per a la pantalla gran o per televisió, va participar ocasionalment en sèries (Roseanne, Murder, She Wrote ,  The Nanny, Felicity, etc.) i durant 65 episodis va representar el paper de Helen Lawson en la sèrie Valley of the Dolls . Entre els films més destacats en què va participar en aquella dècada poden esmentar-se els dos protagonitzats per Kevin Costner Revenge i JFK; la comèdia Bullseye!  amb Michael Caine i Roger Moore; Excess Bagage (protagonitzada per Benicio del Toro i Alicia Silverstone) i EDtv, una comèdia sobre un home que transmet la seva vida per televisió, protagonitzada per Matthew McConaughey, on va interpretar la mare del paper d'aquest.
A partir de l'any 2000, Sally va girar la seva atenció cap al cinema independent, treballant en projectes com  Adam & Steve  i Boxer Shorts. Va obtenir un petit paper com a cambrera en la comèdia de Jim Carrey Bruce Almighty i un altre a Factory Girl, una pel·lícula ambientada en la dècada dels 60 sobre la vida d'Edie Sedgwick i la seva relació amb Andy Warhol. L'any 2008 va escriure el guió per al curt The Ear of the Beholder .
L'any 1998, l'actriu es va sotmetre a una operació per remoure els implants de silicona que s'havia col·locat, per problemes de salut. A partir d'aquesta experiència, Sally va fundar un institut per ajudar i donar suport a dones que havien tingut problemes similars: lInstitut Kirkland per a Supervivents de la Síndrome de l'Implant  (Kirkland Institute for Implant Syndrome Survivors  o KIISS). Kirkland és també artista i té la seva pròpia galeria a Los Angeles on mostra el seu treball.
Sally és una pastora ordenada de l'Església del Moviment de Consciència Espiritual Interior  (en anglès Movement of Spiritual Inner Awareness ). És mestra de ioga, meditació i drama i té el seu propi programa de ràdio, Reverenda Sally Kirkland , que es transmet tots els dilluns per healthylife.net.

## Treballs

### Cinema
- House Under Siege (2009)
- Fast Track (2009)
- Redemption (2009)
- Oak Hill (2008)
- The Ear of the Beholder (2008)
- Ricard III (2008)
- Bald (2008)
- Spiritual Warriors (2007)
- Big Stan (2007)
- Resurrection Mary (2007)
- Blind Spot (2007)
- Factory Girl (2006)
- Coffee Date (2006)
- Off the Black (2006)
- Fingerprints (2006)
- A-List (2006)
- Hollywood Dreams (2006)
- Chandler Hall (2005)
- What's Up, Scarlet? (2005)
- Encore (2005)
- Adam & Steve (2005)
- Neo Ned (2005)
- Bloodlines (2004)
- An Eye for an Eye (2004)
- Mango Kiss (2004)
- Bruce Almighty (2003)
- Boxer Shorts (2002) (vídeo)
- Wish You Were Dead (2002)
- The Rose Technique (2002)
- Mothers and Daughters (2002)
- A Month of Sundays (2001)
- Out of the Black (2001)
- Audit (2001)
- Thank You, Good Night (2001)
- The Boys Behind the Desk (2000)
- Twinkle Toes (1999)
- EDtv (1999)
- Starry Night (1999)
- Wilbur Falls (1998)
- Paranoia (1998)
- The Island (1998)
- Little Ghost (1997)
- Excés d'equipatge (Excess Baggage) (1997)
- Amnesia (1996)
- Guns and Lipstick (1995)
- Gunmen (1994)
- Double Threat (1993)
- The Black Cat (1993)
- Eye of the Stranger (1993)
- Paper Hearts (1993)
- Primary Motive (1992)
- In the Heat of Passion (1992)
- Forever (1992)
- Stringer (1992)
- Hit the Dutchman (1992)
- JFK (1991)
- Bullseye! (1990)
- Revenge (1990/I)
- Due occhi diabolici (1990)
- Combat final (Best of the Best) (1989)
- Cold Feet (1989)
- High Stakes (1989)
- Paint It Black (1989)
- White Hot (1988)
- Anna (1987)
- Talking Walls (1987)
- Fatal Games (1984)
- Love Letters (1983)
- Double Exposure (1983)
- Neil Young: Human Highway (1982)
- La increïble dona minvant (1981)
- Private Benjamin (1980)
- La ilegal (1979)
- Hometown USA (1979)
- Flush (1977)
- A Star Is Born (1976)
- Pipe Dreams (1976)
- Tracks (1976)
- Nevada exprés (Breakheart Pass) (1975)
- Crazy Mama (1975)
- Bite the Bullet (1975)
- The Noah (1975)
- Big Bad Mama (1974)
- Candy Stripe Nurses (1974)
- Selles de muntar calentes (Blazing Saddles) (1974)
- El cop (The Sting) (1973)
- Cinderella Liberty (1973)
- The Way We Were (The Way We Were) (1973)
- The Young Nurses (1973)
- Going Home (1971)
- Jump (1971)
- Brand X (1970)
- Futz! (1969)
- Coming Apart (1969)
- Blue (1968)
- The 13 Most Beautiful Women (1964)
- Hey, Let's Twist (1961)
- Crack in the Mirror (1960)

### Televisió

#### Com a actriu
- Head Case (3 episodis, 2007-2009)
- Wanted (1 episodi, 2005)
- Another Pretty Face (2002) – telefilm
- Night of the Wolf (2002) – telefilm
- Resurrection Blvd. (1 episodi, 2001)
- Strong Medicine (1 episodi, 2001)
- Another Woman's Husband (2000) – telefilm
- Felicity (4 episodis, 1999)
- Days of Our Lives (3 episodis, 1999)
- Wasteland (1 episodi, 1999)
- Brave New World (1998) – telefilm
- The Westing Game (1997) – telefilm
- The Hunger (1 episodi, 1997)
- Women: Stories of Passion (1 episodi, 1997)
- The Nanny (1 episodi, 1996)
- Goode Behavior (1 episodi, 1996)
- High Tide (1 episodi, 1996)
- Murder, She Wrote (1 episodi, 1995)
- Picture Windows (1 episodi, 1994)
- Valley of the Dolls (65 episodis, 1994)
- Double Deception (1993) – telefilm
- Jack's Place (1 episodi, 1993)
- The Woman Who Loved Elvis (1993) – telefilm
- Roseanne (2 episodis, 1992-1993)
- Raven (1 episodi)
- The Ray Bradbury Theater (1 episodi, 1992)
- The Bulkin Trail (1992) – telefilm
- Double Jeopardy (1992) – telefilm
- The Haunted (1991) – telefilm
- Steel Magnolias (1990) – telefilm
- Heat Wave (1990) – telefilm
- Largo Desolato (1990) – telefilm
- Trying Times (1 episodi, 1989)
- Summer (1984) – telefilm
- Falcon Crest (2 episodis, 1983)
- General Hospital (1982)
- Lou Grant (2 episodis, 1978-1982)
- Charlie's Angels (2 episodis, 1979-1981)
- The Georgia Peaches (1980) – telefilm
- Willow B: Women in Prison (1980) – telefilm
- Supertrain (1 episodi, 1979)
- The Incredible Hulk (1 episodi, 1978)
- Starsky and Hutch (1 episodi, 1978)
- Kojak (3 episodis, 1974-1978)
- Three's Company (1 episodi, 1977)
- Stonestreet: Who Killed the Centerfold Model? (1977) – telefilm
- Captains and the Kings (1976) – Mini-serie
- Griffin and Phoenix: A Love Story (1976) – telefilm
- The Rookies (1 episodi, 1976)
- Baretta (1 episodi, 1976)
- Petrocelli (1 episodi, 1975)
- Bronk (1 episodi, 1975)
- Death Scream (1975) – telefilm
- The Kansas City Massacre (1975) – telefilm
- Hawaii Five-O (1 episodi, 1973)
- New York Television Theatre (1 episodi, 1965)

#### Com a productora
- Oak Hill (2008) (productora)
- Bald (2008) (productora associada)
- The Ear of the Beholder (2008) (productora executiva)
- Blind Spot (2007) (productora associada)
- Coffee Date (2006) (productora associada)
- A-List (2006) (co-productora)
- What's Up, Scarlet? (2005) (productora associada)
- Encore (2005) (productora executiva)
- An Eye for an Eye (2004) (productora)
- Mango Kiss (2004) (productora associada)
- Mothers and Daughters (2002) (productora associada)
- Audit (2001) (productora executiva)
- Starry Night (1999) (productora associada)
- Amnesia (1996) (productora associada)
- Paper Hearts (1993) (productora executiva)
- Forever (1992) (productora associada)

## Premis i nominacions
Premis
- 1988. Globus d'Or a la millor actriu dramàtica per Anna

Nominacions
- 1988. Oscar a la millor actriu per Anna
- 1992. Globus d'Or a la millor actriu en minisèrie o telefilm per The Haunted